# الحسن تكدي
الحسن تكدي هو لاعب كرة قدم موريتاني دولي (من مواليد 30 ديسمبر عام 1999) يلعب لصالح نادي افسي نواذيبو المنافس ضمن مصاف دوري الدرجة الأولى الموريتاني.